# جدول آلبوم‌های سرکل

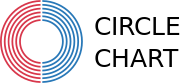

جدول آلبوم‌های سرکل (به انگلیسی: Circle Album Chart)، که قبلا با نام جدول آلبوم‌های گائون شناخته می‌شد، بخشی از جدول سرکل و یک جدول ملی کره جنوبی است که پرفروش‌ترین آلبوم‌ها شامل آلبوم‌های چندآهنگه و آلبوم‌های تک‌آهنگ را فهرست می‌کند. این جدول متعلق به اتحادیهٔ محتوای صنعت موسیقی کره است. جدول آلبوم‌های سرکل در فوریهٔ ۲۰۱۰ و به‌عنوان بخشی از جدول سرکل شروع به کار کرده‌است و مقادیر فروش آلبوم‌های داخل کشور را پیگری می‌کند؛ این مقادیر در قالب‌های هفتگی، ماهانه و سالانه گردآوری می‌شود.